# Laura Omloop
Laura Omloop, bardziej znana jako Laura (ur. 18 maja 1999) – belgijska piosenkarka. Reprezentantka Belgii w 7. Konkursie Piosenki Eurowizji Junior. 

## Życiorys
W 2009 została reprezentantką Belgii z piosenką „Zo verliefd” w  7. Konkursie Piosenki Eurowizji Junior, który został rozegrany w Kijowie. Ostatecznie w finale konkursu zajęła 4. miejsce zdobywszy 113 punktów. Sam singel dostał się na pozycję 3. belgijskiej listy przebojów Ultratop 50 Singles.
W czerwcu 2010 roku Laura wydała swój kolejny singiel „Stapelgek op jou”. W tym samym roku pojawił się jej pierwszy album zatytułowany Verliefd.
W 2011 roku Laura wydała swój drugi album Wereld vol kleuren. Promując tę płytę Laura nagrała w sumie 6 teledysków Wereld vol kleuren, Jolie fille, Nu is het gedaan, Vrienden voor het leven BFF, Mijn vriendinnen oraz Toon me je hand.
W październiku 2012 roku Laura wydała swój trzeci album "Klaar voor". Nagrała teledysk promujący tę płytę do piosenki o tym samym tytule co album.
W 2014 roku wydała album zatytłowany Meer Znalazła się w nim piosenka o tym samym tytule ale także: Zo Zonder Jou, Magie, Smoorverliefd, Kleine Maud, Waae ben jij, Tijgerkat, OMG, Judge Me i Try.

## Dyskografia
| Rok  | Album              | Pozycja na liście | Certyfikaty   |
| Rok  | Album              | BEL               | Certyfikaty   |
| ---- | ------------------ | ----------------- | ------------- |
| 2010 | Verliefd           | 7                 | BEL: 1× złoto |
| 2011 | Wereld vol kleuren | 12                | BEL: 1× złoto |
| 2012 | Klaar voor!        | 26                |               |
| 2014 | Meer               | 13                |               |